# Koptština

Koptská abeceda

Koptština (koptsky Ⲙⲉⲧⲣⲉⲙ̀ⲛⲭⲏⲙⲓ Met.Remenkími) je posledním vývojovým stádiem egyptštiny. Jedná se o severní afroasijský jazyk, jímž se hovořilo v Egyptě přinejmenším do 17. století.
Egyptština začala v 1. století užívat řecké alfabety, z níž se vyvinulo koptské písmo, řecká alfabeta doplněná o šest či sedm znaků démotického písma, které vyjadřovaly egyptské fonémy v řečtině nepřítomné. Koptština má několik dialektů, nejvýznamnější místo mezi nimi patří dialektu sahidskému a bohairskému.
Koptština byla od 2. do 13. století literárním jazykem a bohairský dialekt je dodnes liturgickým jazykem koptské pravoslavné a koptské katolické církve. Koptština je však již mrtvým jazykem a jako takový nemá v Egyptě žádný oficiální status. Přesto lze část koptské slovní zásoby, syntaxe či morfologie vystopovat v egyptském dialektu arabštiny.

## Příklady

### Číslovky
| Číslice | Koptsky | Transliterace | Česky |
| ⲁ̅       | ⲟⲩⲁⲓ    | ouai          | jeden |
| ⲃ̅       | ⲥⲛⲁⲩ    | snau          | dva   |
| ⲅ̅       | ϣⲟⲙⲧ    | šomt          | tři   |
| ⲇ̅       | ϥⲧⲟⲩ    | ftou          | čtyři |
| ⲉ̅       | ⲧⲓⲟⲩ    | tiou          | pět   |
| ⲋ̅       | ⲥⲟⲟⲩ    | soou          | šest  |
| ⲍ̅       | ϣⲁϣϥ    | šašf          | sedm  |
| ⲏ̅       | ϣⲙⲏⲛ    | šmēn          | osm   |
| ⲑ̅       | ⲫⲓⲧ     | psit          | devět |
| ⲓ̅       | ⲙⲏⲧ     | mēt           | deset |

## Vzorový text
Nə timətrəmnkhêmi tə tiaspi mpišlol nkhêmi
xən pisêou ntə timətouro napas.
Tai aspi ouontəs nftoə mmətsxai.
isjən timətsxai əthouab əthi nijoi nniərphêoui ša
timətsxai nrəmnkhêmi xən niaxômphat nouəinin
nəm šašf nšôlh əbol xən oumətsxai napas.
Otčenáš (modlitba Páně):
Je Peniōt etħen niphēouí:
mareftoubo ənje pekran:
maresí ənje tekmetouro:
petehnak marefšōpi
əməphrēti ħen ətphe
nem hijen pikahi:
penōik ənte rasti
mēif nan əmphoou:
ououh kha nēeteron nan ebol:
əməphrēti hōn əntenkh ō ebol
ənnēete ouon əntan erōou:
ouoh əmprenten eħoun epirasmos:
alla nahmen ebol ha
pipet'hōou:
ħen Əpkhristos Iēsous Penčois.
Je thōk te Timetouro nem Tigom
nem piəoou ša enéh. Amēn.

### Všeobecná deklarace lidských práv
| koptsky | ⲥⲟⲩⲙⲟⲥⲉ ⲣⲱⲙⲉ ⲛⲓⲙ ⲉⲩϣⲏϣ ⲉ ⲛⲉⲩⲉⲣⲏⲩ ϩⲛ ⲟⲩⲇⲓⲕⲁⲓⲟⲥⲩⲛⲏ. ⲟⲩⲛ ϭⲟⲙ ⲙⲙⲟⲩ ⲉⲧⲣⲉⲩⲙⲉⲉⲩⲉ ⲁⲩⲱ ϣϣⲉ ⲉⲧⲣⲉⲩⲣ-ⲙⲛⲧⲙⲁⲓⲥⲟⲛ.                                        |
| česky   | Všichni lidé se rodí svobodní a sobě rovní co do důstojnosti a práv. Jsou nadáni rozumem a svědomím a mají spolu jednat v duchu bratrství. |